# John C. Yaldwyn
John Cameron Yaldwyn (* 31. Dezember 1929 in Wellington; † 9. Oktober 2005 ebenda) war ein neuseeländischer Meeresbiologe und Museumsdirektor. Sein Forschungsschwerpunkt waren die Krebstiere.

## Leben
Yaldwyn war der Sohn von John Bradley und Flora Morison Yaldwyn, geborene Cameron. Als Schüler in Christchurch in den 1940er Jahren interessierte er sich sehr für Archäologie und für Vogelfossilien, die in den Køkkenmøddinger und in den Lagerstätten gefunden wurden. Seine Interessen wurden von Robert Alexander Falla und Roger Duff vom Canterbury Museum gefördert.
Nach seinem Schulabschluss 1948 am  Christ’s College in Christchurch nahm er 1954 als Student an der Expedition der Victoria University of Wellington zu den Chathaminseln teil. Während drei Wochen auf See sammelte das Team des Forschungsschiffes Alert Tiefsee-Benthos-Proben und entdeckte mehr als 150 neue Arten.
1955 graduierte Yaldwyn an der Victoria University of Wellington zum Master of Science und 1959 wurde er an derselben Universität zum Ph.D. promoviert.
Von 1959 bis 1962 war er Assistenz-Zoologe am Dominion Museum. Von 1960 bis 1961 erhielt er ein Fulbright-Stipendium, mit dem er Meeresbiologie bei der Allan Hancock Foundation der University of Southern California studierte. Zu dieser Zeit knüpfte er lebenslange Kontakte mit der Smithsonian Institution. Von 1962 bis 1968 war er Kurator für Krebstiere am Australian Museum in Sydney. In dieser Position nahm er 1962 an der ersten Sammelexpedition zu den Swain Reefs vor der Küste von Queensland teil. Von 1969 bis 1979 war er Kurator für Krebstiere und Assistenzdirektor des National Museum of New Zealand (heute Museum of New Zealand Te Papa Tongarewa). Von 1980 bis 1989 war er Direktor des Museums.
Yaldwyn gründete das Konservierungslabor des Museums, das einen großen Beitrag zur langfristigen Pflege der Sammlungen leistete. Unter seiner Leitung wurde die Museumsbibliothek zu einer der besten naturgeschichtlichen Bibliotheken der südlichen Hemisphäre. Er war der erste Direktor, der sich aktiv um die Aufzeichnungen des Nationalmuseums und die historische Dokumentation kümmerte, die bis ins Jahr 1865 zurückreicht. Yaldwyn baute aktiv die Māori-Sammlungen auf und ernannte die ersten Māori-Mitarbeiter. Als 1984 die Gelegenheit kam, die Te Māori-Ausstellung auszurichten, spielte er eine Schlüsselrolle und legte damit den Grundstein für den Bikulturalismus des Museums.
Der erste von Yaldwyns mehr als 100 wissenschaftlichen Artikeln wurde 1952 im Journal of the Polynesian Society veröffentlicht. Dazu kamen im Verlauf der folgenden 50 Jahre 15 weitere Arbeiten und Aufzeichnungen über Archäologie und Fossilien, darunter der 1997 erschienene Artikel The status of Gideon Mantell’s „first“ iguanodon tooth in the Museum of New Zealand Te Papa Tongarewa über Gideon Mantells historischem Fund des ersten Iguanodonzahns in England.
Neben zahlreichen Arten beschrieb Yaldwyn die Gattungen Lipkius (1960), Notopandalus (1960) und Betaeopsis (1971).

## Dedikationsnamen
Nach John C. Yaldwyn sind die Krebsarten Alpheopsis yaldwyni, Bathyhippolyte yaldwyni, Bathypaguropsis yaldwyni, Chaceon yaldwyni, Charybdis yaldwyni, Heptacarpus yaldwyni, Lebbeus yaldwyni, Liomera yaldwyni, Nematocarcinus yaldwyni, Neolithodes yaldwyni, Periclimenes yaldwyni, Philocheras yaldwyni, Spongiocaris yaldwyni, Uroptychus yaldwyni, die neuseeländische Schneckenart Allodiscus yaldwyni, die Fischart Notoclinops yaldwyni aus der Familie der Dreiflossen-Schleimfische sowie die ausgestorbene Vogelart Pachyplichas yaldwyni aus der Familie der Stummelschwänze benannt.

## Schriften (Auswahl)
- Sea floor animals from Otago Harbour, 1956
- Notes on the environment and age of the sub-fossil deposits of the Martinborough caves, 1958
- Biological results of the Chatham islands 1954 expedition, part 1: Decapoda Brachyura, Cumacea, Decapoda Natantia, 1960
- A Stratified Dune Site at Tairua, Coromandel, 1962
- Australian Seashores in Colour, 1969
- Australian Crustaceans in Colour, 1970
- Preliminary Results of the Auckland Islands Expedition 1972–1973, From Reports of Participants to the Director-General of Lands, 1975
- Systematics and Ecology of the Land Crabs (Decapoda: Coenobitidae, Grapsidae and Gecarcinidae) of the Tokelau Islands, Central Pacific, 1979
- The bird fauna of Niue Island, South-West Pacific, with special notes on the white-tailed tropic bird and golden plover, 1981